# Környezetbarát konyha
A környezetbarát konyha, más néven ökokonyha elnevezés egy olyan fogalmat takar, ami segít abban, hogy a háztartások is a fenntartható fejlődés elve szerint működjenek. Mivel a mai életben rendkívül fontos a helyes táplálkozás, a minőségi tápanyagok fogyasztása és az ételek elkészítésének minél kevesebb energiát igénylő folyamata, az is lényeges, hogy ez az otthonokban hogyan valósul meg.
A környezetbarát konyhát segíthetik olyan 21. századi technikai megoldások, mint az okosotthonok távvezérlési lehetősége.

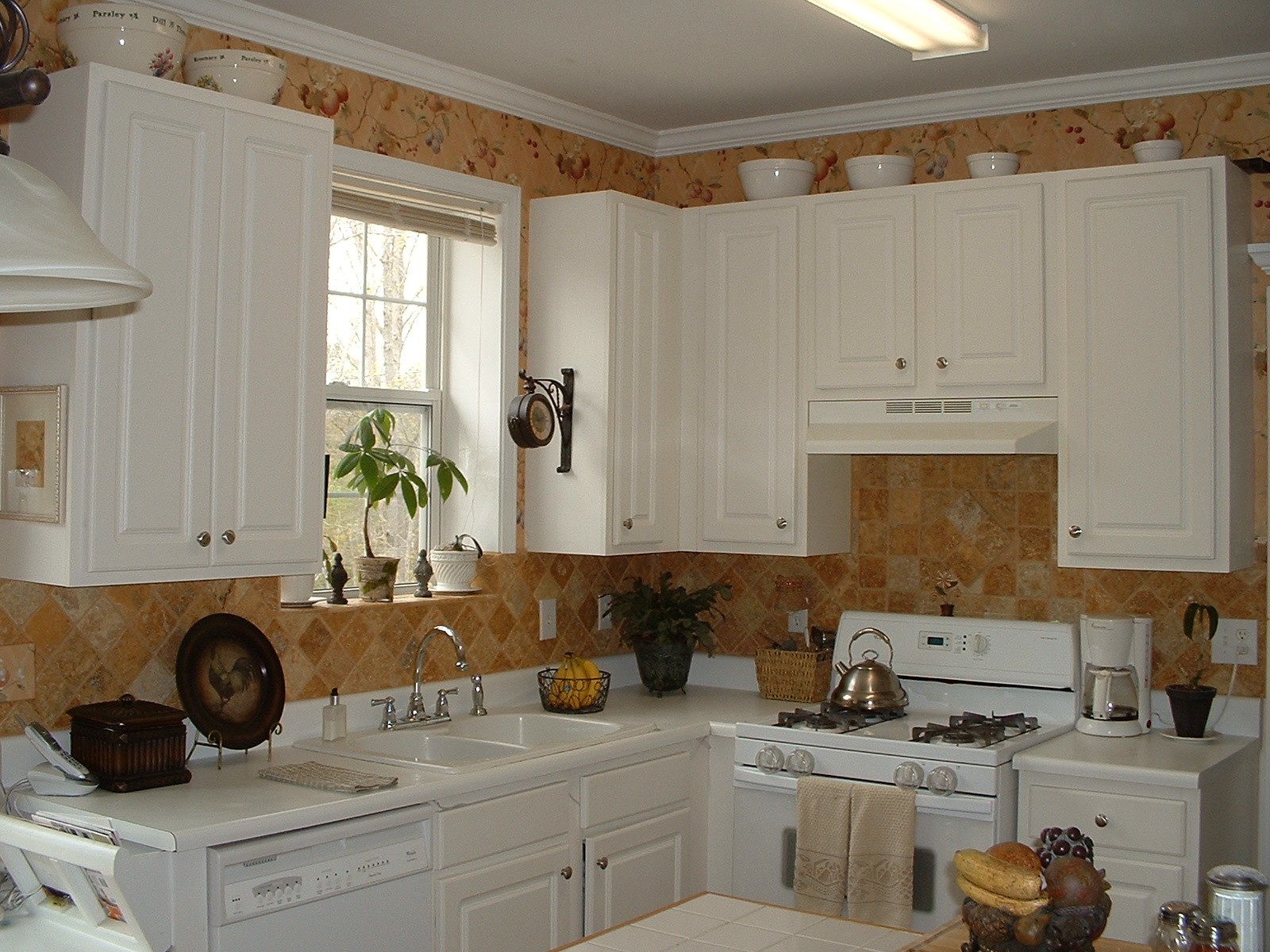
Modern konyha

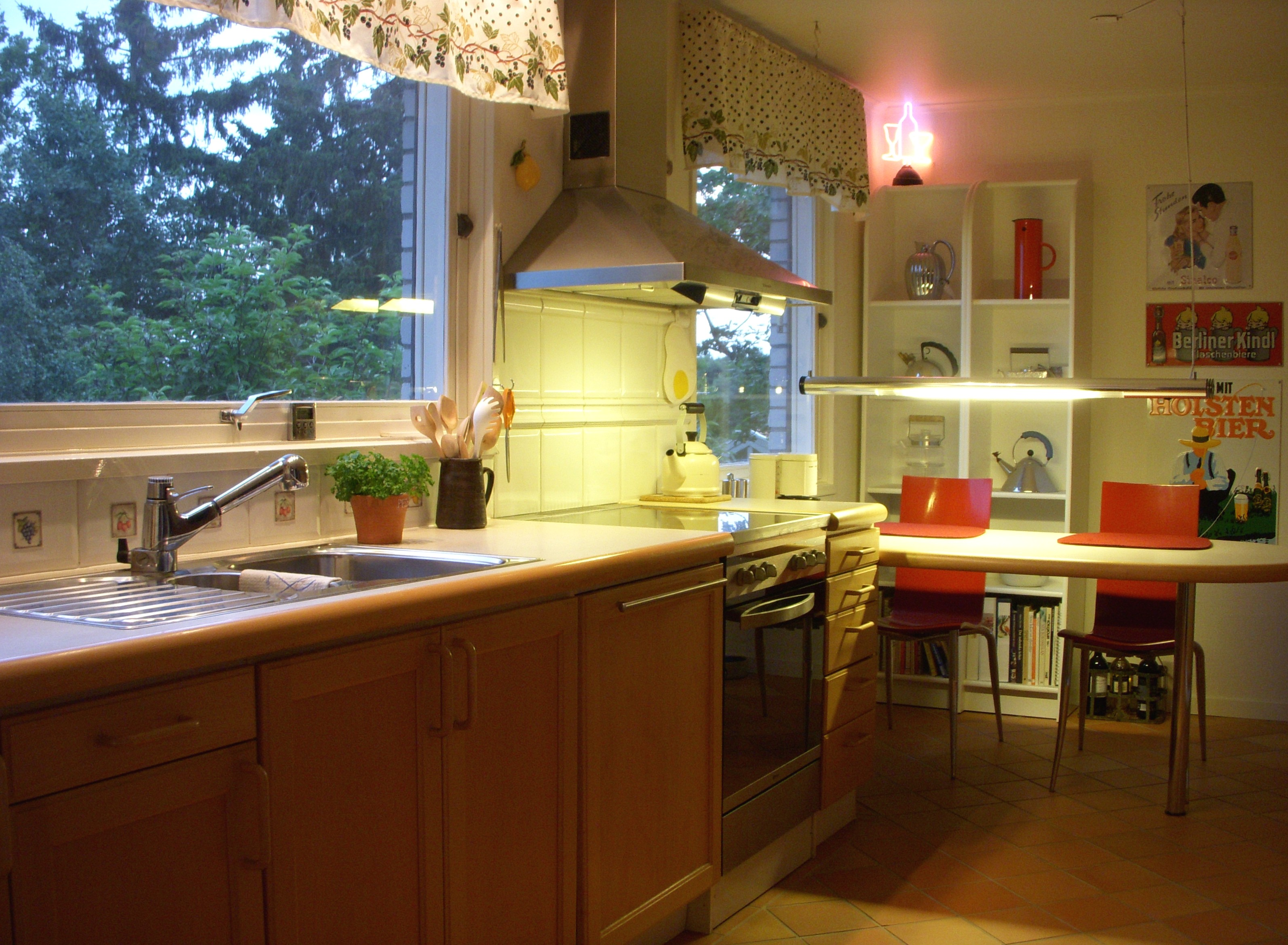
Korszerű mosogató és villanytűzhely

## Működtetése
A konyha a lakások egyik legenergiaigényesebb területe, ezért fontos néhány szabályt betartani, hogy minél kevesebb gáz és villanyt felhasználására kerüljön sor. Ezért már a berendezésénél is fontos, hogy olyan gépek, eszközök kerüljenek bele, amelyek segítenek ennek a célnak a megvalósításában. Néhány javaslat a helyes és célszerű berendezéshez.
- Lényeges szempont a tervezés, a család létszámához kell viszonyítani, hogy mekkora hűtőszekrényre, fagyasztószekrényre van szükség és a kiválasztásnál ügyelni kell arra, hogy a berendezés kis fogyasztású és jó minőségű termék legyen. Érdemes az árakat jól megnézni és összehasonlítani, mert sok pénzt lehet ezzel a módszerrel megtakarítani. A fő szempont az legyen, hogy a minél kevesebb üzemeltetési költségű készülék kerüljön a konyhába az energiafogyasztás alapján.[1][2]A készülékek burkolatán egy embléma jelzi az energiafelhasználás mértékét. A legjobb minősítésű berendezések energiafogyasztás szempontjából az A++. vagy A+, és A , jelűek, léteznek még egyedi ökocímkék is, amelyek a gyártó országban minősítik a terméket.[3]

- Mivel a vízfogyasztás a konyhában a legnagyobb a mosogatás következtében, ezért érdemes meggondolni a mosogatógép használatát. Olyan konyhai kisegítő eszközökre van szükség, amelyeket könnyű tisztítani és kevés víz kell a mosogatásukhoz.[4] A vízvételi helyeken karos keverőcsapokkal csökkenthető a vízfogyasztás. A melegvíz előállításra termosztátos, szabályozott hőmérsékletű melegvíztermelőket alkalmazzunk. Nagyobb melegvízes bojlerekhez olcsóbb vezérelt áram, ill. napkollektoros előmelegítés alkalmazható.
- Az energiatakarékosság egyik fontos eleme a fogyasztói kezelés, használat. Csak a szükséges mértékben melegítsünk, ne tegyünk a készülékekbe nagyobb mennyiséget a kelleténél, ügyeljünk a megfelelő teljesítményfokozatra (gáztűzhelyégők), kezelési leírás szerinti használatukra. Választhatunk a receptek közül: pl. a legtöbb energiát igényel a gyümölcsből gyümölcssajtot készíteni, egyszerűbb pl. dzsem kocsonyásítóval (Dzsemfix) eltenni.
- Az ökokonyha egyik jellemzője az egészséges ételek készítése, mind az alapanyagok kiválasztása, mind a készítési módszer tekintetében.

- A hulladék szelektív gyűjtéséhez a konyhában helyezhető el a több külön részből álló szelektív ideiglenes tároló, pl. tejesdoboz, műanyag-fém, ill.papír tárolására. Hasonlóan a használt főző-sütő olajat zárt edényben külön tárolhatjuk. A csatlakozó kamrában fém, vagy üveg zárt edényben tarthatjuk a cukrot, lisztet, ömlesztett élelmiszert. A munkapult anyaga célszerűen feldolgozott fa. Megvilágításhoz a helyi LED lámpák alkalmasak, pl. munkapult, és tűzhely fölött. Fontoljuk meg a kis konyhai gépek összteljesítményét, és elhelyezését, mert könnyen, gyorsan kezelhetőnek kellene lenniük. Az alsó kapcsolós vízforraló, ill. oldalt beakadó kapcsolós kenyérpirító veszélyes lehet.

## Tűzhelyek
Három csoportot különböztethetünk meg a tűzhelyek témakörében aszerint, hogy vegyes tüzelési, vagy gáz tüzelésű, vagy villanytüzelésű készülékekről van-e szó.
- Vegyes tüzelésű készülékek. Ma már kevésbé használatosak, de mivel még előfordulnak, érdemes megemlíteni őket. Előnyeik közé tartozik, hogy a fa és a szén mellett akár szárított kerti fahulladékot is el lehet égetni bennük, hátrányuk, hogy nagy terjedelmük és a nagy hőkisugárzás miatt nem használhatók minden lakásban. Hátrányuk még, hogy az égés során korom és füst keletkezhet, ami tovább szennyezi a környezetet.

- Gáztűzhelyek: a felhasznált gáznemű tüzelőanyag szerint PB- és földgáztüzelésű készülékeket különböztetünk meg. Az energiát jó hatásfokkal hasznosítják, hátrányuk, hogy a készülék kikapcsolásakor megszűnik a hőkisugárzás. Lánghőmérsékletük elérheti az 1000-1500 Celsius-fokot is, ezért az ételekhez esetenként több zsiradékot kell adni, ami fokozott gőzképződést okoz. A gáz égése fogyasztja a helyiség levegőjét, ezért szükséges a gáztűzhelyek fölé külső térbe vezető páraelszívót, és levegőbevezetőt szereltetni a jó levegőért, és a penészesedés elkerülése érdekében.

- Villanytűzhelyek: mivel nincs nyílt láng, ezért a tűzveszély kisebb, mint más készülékeknél. Kezelésük egyszerű, beállítható a sütés-főzés ideje, így szabályozni lehet az energiafelhasználást. A főzést mindig nagyobb fokozaton kell kezdeni, majd csökkenteni, mert a kezdeti nagy energiafelvétel után már alacsonyabb fokon is megfő az étel, kisebb energiafelhasználás mellett. Külső térbe elszívó nem szükséges, de belső szagmentesítő elszívó javítja a levegőminőséget.
- Szabadtéri grillezés: többféle energiahordozóval lehetséges, a fenti tűzhelyek kezeléséhez hasonlóan. Különleges eset a naptűzhelyes grillezés, ami nem igényel fosszilis energiahordozót.

## Mikrohullámú sütők
A felhasznált energiamennyiség és a tisztaság szempontjából nagyon hasznosak, de az egészségre gyakorolt hatásuk miatt folyamatos használatuk, ill. közel tartózkodás nem javasolt, mert az elektroszmogot növelik. Ételek gyors felmelegítésére, kiolvasztására nagyon hasznosak.

## Hűtőszekrények
Használatuk rendkívül fontos, hiszen a különböző klimatikus viszonyok mellett az ételeket szükséges megfelelő fokon tárolni, ezért lényeges, hogy itt is, hogy figyeljük az energiaosztályokat. A nanotechnológiás készülékek antibakteriális öntisztító bevonattal vannak ellátva, leengedni sem szükséges őket. A leolvasztás a hűtőtérben általában automatikus, a mélyhűtőknél "no frost" önkiolvasztó rendszer időkapcsolós, és a kompresszor meleg felületén elpárolog. A hűtőszekrények a háztartás elektromos fogyasztásának nagy részét tehetik ki, ezért energiacímkéjük, beállításuk, tisztántartásuk, és ajtajuk jó zárása jelentős.

## Páramentesítők
A páraelszívók feladata a konyhában a légkör páramentesítése és a szagelszívás. A párelszívás hatékonysága növelhető az elszívóhoz speciálisan illeszkedő szénszűrő betéttel. Általában a tűzhely fölé szerelik, tartalmazhat mosható zsírszűrőt, légkivezetést gáztűzhely fölül a szabadba vezetéshez, lámpát, és többfokozatú ventilátor fordulat kapcsolót. 

## Karbantartás, felújítás
A környezetbarát konyha és háztartás (de bizonyos értelemben akár az épület, vagy gépkocsi) fontos jellemzője, hogy a készülékek használatát igyekeznek meghosszabbítani. A fogyasztóvédelmi szervezetek szavatossági, szervízelhető időn túl is biztosítani kívánják az alkatrészellátást. Ehhez a megfelelő üzemeltetői, felhasználói magatartás is hozzásegít, ha inkább a karbantartást és szervízelést biztosítjuk, minthogy újat vegyünk. Készülékenként és esetenként más a felújítás lehetősége, és érdemes lekontrollálni, hogy a mi háztartási készülékünknél mi a megfelelő. 